# Vindere af Eurovision Song Contest
|  | For den næste udgave af Eurovision Song Contest, se: Eurovision Song Contest 2026 |

Dette er en liste over vinderne af Eurovision Song Contest, en årlig konkurrence arrangeret og organiseret af medlemmerne af European Broadcasting Union. Konkurrencen, som er blevet afholdt hvert år (bortset fra 2020 pga. coronavirus). siden starten i 1956, er et af de længstlevende tv-programmer i verden. Vinderen er blevet bestemt på mange forskellige måder igennem konkurrencens historie; centralt for alle disse har været at give point til de forskellige landes bidrag enten via en jury eller en telefonafstemning. Landet som modtager flest point bliver kåret til vinder. Første gang Eurovision Song Contest blev arrangeret uddelte man ikke point, men hvert land gav to stemmer, og kun vinderen blev annonceret.
Konkurrencen har produceret 65 vindere i 62 konkurrencer: én hvert år bortset fra 1969, da fire lande delte førstepladsen. Syvogtyve forskellige lande har vundet konkurrencen; det nyeste land på denne liste er Sverige, som vandt i 2023. Schweiz vandt konkurrencen første gang de deltog, i 1956. Landene med flest sejre er Irland og Sverige, med syv. Cypern er landet med længst erfaring i konkurrencen uden at vinde; i 2023 deltog landet for 39. gang, og har stadig ikke vundet. De eneste som har vundet konkurrencen mere end en gang er Johnny Logan (som vandt tre gange for Irland; en gang som sanger, i 1980; en gang som sanger og sangskriver, i 1987; og en gang som sangskriver for Linda Martin, i 1992) og Loreen (som vandt to gange for Sverige; en gang som sanger, i 2012; og en gang som sanger og sangskriver, i 2023).
At vinde Eurovision Song Contest medfører en unik mulighed for vinderkunstneren(erne) til at tjene penge på sin succes ved at bruge den publicitet, som det at vinde konkurrencen medfører til at starte eller satse mere på en international karriere. Bortset fra nogle enkelte navne er kun få blevet til store, internationale stjerner efter at have vundet konkurrencen. Det navn, der mest tydeligt har fået en stor karriere efter sejren, er ABBA, som vandt konkurrencen for Sverige i 1974 med sangen "Waterloo". ABBA blev en af de mest succesrige grupper i sin tid. En anden vinder som senere fik international berømmelse er Céline Dion, som vandt for Schweiz i 1988 med sangen "Ne Partez Pas Sans Moi". Dions succes er imidlertid ikke knyttet direkte til sejren i konkurrencen, eftersom hendes internationale berømmelse først for alvor manifesterede sig nogle år senere.

## Vindere
| År   | Land                         | Sang                            | Kunstner                             | Point                        | Margin                       | Andenplads                   | Dato                         | Arrangørby        | Ref.   |
| ---- | ---------------------------- | ------------------------------- | ------------------------------------ | ---------------------------- | ---------------------------- | ---------------------------- | ---------------------------- | ----------------- | ------ |
| 1956 | Schweiz                      | "Refrain"                       | Lys Assia                            | –                            | –                            | –                            | 24. maj 1956                 | Lugano            | [ 6 ]  |
| 1957 | Holland                      | "Net Als Toen"                  | Corry Brokken                        | 31                           | 14                           | Frankrig                     | 3. marts 1957                | Frankfurt am Main |        |
| 1958 | Frankrig                     | "Dors, Mon Amour"               | André Claveau                        | 27                           | 3                            | Schweiz                      | 12. marts 1958               | Hilversum         |        |
| 1959 | Holland                      | "Een Beetje"                    | Teddy Scholten                       | 21                           | 5                            | Storbritannien               | 11. marts 1959               | Cannes            |        |
| 1960 | Frankrig                     | "Tom Pillibi"                   | Jacqueline Boyer                     | 32                           | 7                            | Storbritannien               | 25. marts 1960               | London            |        |
| 1961 | Luxembourg                   | "Nous les amoureux"             | Jean-Claude Pascal                   | 31                           | 6                            | Storbritannien               | 18. marts 1961               | Cannes            |        |
| 1962 | Frankrig                     | "Un premier amour"              | Isabelle Aubret                      | 26                           | 13                           | Monaco                       | 18. marts 1962               | Luxembourg        |        |
| 1963 | Danmark                      | "Dansevise"                     | Grethe & Jørgen Ingmann              | 42                           | 2                            | Schweiz                      | 23. marts 1963               | London            |        |
| 1964 | Italien                      | "Non ho l'età"                  | Gigliola Cinquetti                   | 49                           | 32                           | Storbritannien               | 21. marts 1964               | København         |        |
| 1965 | Luxembourg                   | "Poupée de cire, poupée de son" | France Gall                          | 32                           | 6                            | Storbritannien               | 20. marts 1965               | Napoli            |        |
| 1966 | Østrig                       | "Merci Chérie"                  | Udo Jürgens                          | 31                           | 15                           | Sverige                      | 5. marts 1966                | Luxembourg        |        |
| 1967 | Storbritannien               | "Puppet on a String"            | Sandie Shaw                          | 42                           | 25                           | Irland                       | 8. april 1967                | Wien              |        |
| 1968 | Spanien                      | "La, la, la"                    | Massiel                              | 29                           | 1                            | Storbritannien               | 6. april 1968                | London            |        |
| 1969 | Spanien                      | "Vivo Cantando"                 | Salomé                               | 18                           | –                            | –                            | 29. marts 1969               | Madrid            |        |
| 1969 | Storbritannien               | "Boom Bang-a-Bang"              | Lulu                                 | 18                           | –                            | –                            | 29. marts 1969               | Madrid            |        |
| 1969 | Holland                      | "De Troubadour"                 | Lenny Kuhr                           | 18                           | –                            | –                            | 29. marts 1969               | Madrid            |        |
| 1969 | Frankrig                     | "Un jour, un enfant"            | Frida Boccara                        | 18                           | –                            | –                            | 29. marts 1969               | Madrid            |        |
| 1970 | Irland                       | "All Kinds of Everything"       | Dana                                 | 32                           | 6                            | Storbritannien               | 21. marts 1970               | Amsterdam         |        |
| 1971 | Monaco                       | "Un banc, un arbre, une rue"    | Séverine                             | 128                          | 12                           | Spanien                      | 3. april 1971                | Dublin            |        |
| 1972 | Luxembourg                   | "Après Toi"                     | Vicky Leandros                       | 128                          | 14                           | Storbritannien               | 25. marts 1972               | Edinburgh         |        |
| 1973 | Luxembourg                   | "Tu Te Reconnaîtras"            | Anne-Marie David                     | 129                          | 4                            | Spanien                      | 7. april 1973                | Luxembourg        |        |
| 1974 | Sverige                      | "Waterloo"                      | ABBA                                 | 24                           | 6                            | Italien                      | 6. april 1974                | Brighton          |        |
| 1975 | Holland                      | "Ding-A-Dong"                   | Teach-In                             | 152                          | 14                           | Storbritannien               | 22. marts 1975               | Stockholm         |        |
| 1976 | Storbritannien               | "Save Your Kisses for Me"       | Brotherhood of Man                   | 164                          | 17                           | Frankrig                     | 3. april 1976                | Haag              |        |
| 1977 | Frankrig                     | "L'Oiseau Et L'Enfant"          | Marie Myriam                         | 136                          | 15                           | Storbritannien               | 7. maj 1977                  | London            |        |
| 1978 | Israel                       | "A-Ba-Ni-Bi"                    | Izhar Cohen & Alphabeta              | 157                          | 32                           | Belgien                      | 22. april 1978               | Paris             |        |
| 1979 | Israel                       | "Hallelujah"                    | Gali Atari & Milk and Honey          | 125                          | 9                            | Spanien                      | 31. marts 1979               | Jerusalem         |        |
| 1980 | Irland                       | "What's Another Year?"          | Johnny Logan                         | 143                          | 15                           | Vesttyskland                 | 19. april 1980               | Haag              |        |
| 1981 | Storbritannien               | "Making Your Mind Up"           | Bucks Fizz                           | 136                          | 4                            | Vesttyskland                 | 4. april 1981                | Dublin            |        |
| 1982 | Vesttyskland                 | "Ein Bisschen Frieden"          | Nicole                               | 161                          | 61                           | Israel                       | 24. april 1982               | Harrogate         |        |
| 1983 | Luxembourg                   | "Si la vie est cadeau"          | Corinne Hermès                       | 142                          | 6                            | Israel                       | 23. april 1983               | München           |        |
| 1984 | Sverige                      | "Diggi-Loo Diggi-Ley"           | Herreys                              | 145                          | 8                            | Irland                       | 5. maj 1984                  | Luxembourg        |        |
| 1985 | Norge                        | "La det swinge"                 | Bobbysocks                           | 123                          | 18                           | Vesttyskland                 | 4. maj 1985                  | Göteborg          |        |
| 1986 | Belgien                      | "J'aime la vie"                 | Sandra Kim                           | 176                          | 31                           | Schweiz                      | 3. maj 1986                  | Bergen            |        |
| 1987 | Irland                       | "Hold Me Now"                   | Johnny Logan                         | 172                          | 31                           | Vesttyskland                 | 9. maj 1987                  | Bruxelles         |        |
| 1988 | Schweiz                      | "Ne partez pas sans moi"        | Céline Dion                          | 137                          | 1                            | Storbritannien               | 30. april 1988               | Dublin            |        |
| 1989 | Jugoslavien                  | "Rock Me"                       | Riva                                 | 137                          | 7                            | Storbritannien               | 6. maj 1989                  | Lausanne          |        |
| 1990 | Italien                      | "Insieme: 1992"                 | Toto Cutugno                         | 149                          | 17                           | Irland, Frankrig             | 5. maj 1990                  | Zagreb            |        |
| 1991 | Sverige                      | "Fångad av en stormvind"        | Carola                               | 146                          | 0                            | Frankrig                     | 4. maj 1991                  | Rom               |        |
| 1992 | Irland                       | "Why Me?"                       | Linda Martin                         | 155                          | 16                           | Storbritannien               | 9. maj 1992                  | Malmö             |        |
| 1993 | Irland                       | "In Your Eyes"                  | Niamh Kavanagh                       | 187                          | 23                           | Storbritannien               | 15. maj 1993                 | Millstreet        |        |
| 1994 | Irland                       | "Rock 'n' Roll Kids"            | Paul Harrington & Charlie McGettigan | 226                          | 60                           | Polen                        | 30. april 1994               | Dublin            |        |
| 1995 | Norge                        | "Nocturne"                      | Secret Garden                        | 148                          | 29                           | Spanien                      | 13. maj 1995                 | Dublin            |        |
| 1996 | Irland                       | "The Voice"                     | Eimear Quinn                         | 162                          | 48                           | Norge                        | 18. maj 1996                 | Oslo              |        |
| 1997 | Storbritannien               | "Love Shine a Light"            | Katrina and the Waves                | 227                          | 70                           | Irland                       | 3. maj 1997                  | Dublin            |        |
| 1998 | Israel                       | "Diva"                          | Dana International                   | 172                          | 6                            | Storbritannien               | 9. maj 1998                  | Birmingham        |        |
| 1999 | Sverige                      | "Take Me to Your Heaven"        | Charlotte Nilsson                    | 163                          | 17                           | Island                       | 29. maj 1999                 | Jerusalem         |        |
| 2000 | Danmark                      | "Fly on the Wings of Love"      | Brødrene Olsen                       | 195                          | 40                           | Rusland                      | 13. maj 2000                 | Stockholm         |        |
| 2001 | Estland                      | "Everybody"                     | Tanel Padar, Dave Benton & 2XL       | 198                          | 21                           | Danmark                      | 12. maj 2001                 | København         |        |
| 2002 | Letland                      | "I Wanna"                       | Marie N                              | 176                          | 12                           | Malta                        | 25. maj 2002                 | Tallinn           |        |
| 2003 | Tyrkiet                      | "Everyway That I Can"           | Sertab Erener                        | 167                          | 2                            | Belgien                      | 24. maj 2003                 | Riga              |        |
| 2004 | Ukraine                      | "Wild Dances"                   | Ruslana                              | 280                          | 17                           | Serbien og Montenegro        | 15. maj 2004                 | Istanbul          |        |
| 2005 | Grækenland                   | "My Number One"                 | Helena Paparizou                     | 230                          | 38                           | Malta                        | 21. maj 2005                 | Kyiv              |        |
| 2006 | Finland                      | "Hard Rock Hallelujah"          | Lordi                                | 292                          | 44                           | Rusland                      | 20. maj 2006                 | Athen             |        |
| 2007 | Serbien                      | "Molitva"                       | Marija Šerifović                     | 268                          | 33                           | Ukraine                      | 12. maj 2007                 | Helsinki          |        |
| 2008 | Rusland                      | "Believe"                       | Dima Bilan                           | 272                          | 42                           | Ukraine                      | 24. maj 2008                 | Beograd           |        |
| 2009 | Norge                        | "Fairytale"                     | Alexander Rybak                      | 387                          | 169                          | Island                       | 16. maj 2009                 | Moskva            |        |
| 2010 | Tyskland                     | "Satellite"                     | Lena Meyer-Landrut                   | 246                          | 76                           | Tyrkiet                      | 29. maj 2010                 | Oslo              |        |
| 2011 | Aserbajdsjan                 | "Running Scared"                | Ell & Nikki                          | 221                          | 32                           | Italien                      | 14. maj 2011                 | Düsseldorf        |        |
| 2012 | Sverige                      | "Euphoria"                      | Loreen                               | 372                          | 113                          | Rusland                      | 26. maj 2012                 | Baku              |        |
| 2013 | Danmark                      | "Only Teardrops"                | Emmelie de Forest                    | 281                          | 47                           | Aserbajdsjan                 | 18. maj 2013                 | Malmø             |        |
| 2014 | Østrig                       | "Rise Like A Phoenix"           | Conchita Wurst                       | 290                          | 42                           | Holland                      | 10. maj 2014                 | København         |        |
| 2015 | Sverige                      | "Heroes"                        | Måns Zelmerlöw                       | 365                          | 62                           | Rusland                      | 23. maj 2015                 | Wien              |        |
| 2016 | Ukraine                      | "1944"                          | Jamala                               | 534                          | 23                           | Australien                   | 14. maj 2016                 | Stockholm         |        |
| 2017 | Portugal                     | "Amar pelos dois"               | Salvador Sobral                      | 758                          | 143                          | Bulgarien                    | 13. maj 2017                 | Kyiv              |        |
| 2018 | Israel                       | "Toy"                           | Netta Barzilai                       | 529                          | 93                           | Cypern                       | 12. maj 2018                 | Lissabon          |        |
| 2019 | Holland                      | "Arcade"                        | Duncan Laurence                      | 492                          | 27                           | Italien                      | 18. maj 2019                 | Tel Aviv          |        |
| 2020 | Aflyst pga. corona-pandemien | Aflyst pga. corona-pandemien    | Aflyst pga. corona-pandemien         | Aflyst pga. corona-pandemien | Aflyst pga. corona-pandemien | Aflyst pga. corona-pandemien | Aflyst pga. corona-pandemien | Rotterdam         |        |
| 2021 | Italien                      | "Zitti e buoni"                 | Måneskin                             | 524                          | 25                           | Frankrig                     | 22. maj 2021                 | Rotterdam         |        |
| 2022 | Ukraine                      | "Stefania"                      | Kalush Orchestra                     | 631                          | 165                          | Storbritannien               | 14. maj 2022                 | Torino            |        |
| 2023 | Sverige                      | "Tattoo"                        | Loreen                               | 583                          | 57                           | Finland                      | 13. maj 2023                 | Liverpool         | [ 12 ] |
| 2024 | Schweiz                      | "The Code"                      | Nemo                                 | 591                          | 44                           | Kroatien                     | 11. maj 2024                 | Malmø             | [ 13 ] |

Elleve vindere af konkurrencen (sammen med tre ikke-vindere) deltog i "Congratulations"-koncerten i 2005, hvor ABBAs "Waterloo" blev stemt frem som den mest populære sang fra konkurrencens første halvtreds år. Det mest succesrige land som aldrig har vundet er Malta, som er endt som nummer to og tre to gange. Den højeste pointsum et vinderbidrag har fået i konkurrencen er 758 point, som Portugals Salvador Sobral opnåede med "Amar pelos dois" i 2017. Den laveste pointsum nogen har vundet med er 18, som hvert af de fire vinderlande i 1969 fik. Den største sejrsmargin er også Alexander Rybaks fra 2009, som fik 169 point mere end nummer to.
Storbritannien er kommet på andenpladsen i Eurovision Song Contest femten gange, mere end noget andet land. Siden dagens afstemningssystem blev indført i 1975, er vinderen blevet udpeget af det sidste land som afgiver stemmer ti gange.
2020 udgaven blev aflyst på grund af coronavirussen.

## Efter land
| Sejre | Land           | År                                       |
| ----- | -------------- | ---------------------------------------- |
| 7     | Irland         | 1970, 1980, 1987, 1992, 1993, 1994, 1996 |
| 7     | Sverige        | 1974, 1984, 1991, 1999, 2012, 2015, 2023 |
| 5     | Frankrig       | 1958, 1960, 1962, 1969, 1977             |
| 5     | Luxembourg     | 1961, 1965, 1972, 1973, 1983             |
| 5     | Storbritannien | 1967, 1969, 1976, 1981, 1997             |
| 5     | Holland        | 1957, 1959, 1969, 1975, 2019             |
| 4     | Israel         | 1978, 1979, 1998, 2018                   |
| 3     | Norge          | 1985, 1995, 2009                         |
| 3     | Danmark        | 1963, 2000, 2013                         |
| 3     | Italien        | 1964, 1990, 2021                         |
| 3     | Ukraine        | 2004, 2016, 2022                         |
| 3     | Schweiz        | 1956, 1988, 2024                         |
| 2     | Spanien        | 1968, 1969                               |
| 2     | Tyskland       | 1982, 2010                               |
| 2     | Østrig         | 1966, 2014                               |
| 1     | Monaco         | 1971                                     |
| 1     | Belgien        | 1986                                     |
| 1     | Jugoslavien    | 1989                                     |
| 1     | Estland        | 2001                                     |
| 1     | Letland        | 2002                                     |
| 1     | Tyrkiet        | 2003                                     |
| 1     | Grækenland     | 2005                                     |
| 1     | Finland        | 2006                                     |
| 1     | Serbien        | 2007                                     |
| 1     | Rusland        | 2008                                     |
| 1     | Aserbajdsjan   | 2011                                     |
| 1     | Portugal       | 2017                                     |

År skrevet med kursiv indikerer delt sejr.

## Efter sprog
Mellem 1966 og 1972 og mellem 1978 og 1998 var det kun tilladt at landene fremførte på sit eget sprog.
| Sejre | Sprog         | År | Land |
| ----- | ------------- | --- | --- |
| 32    | Engelsk       | 1967, 1969, 1970, 1974, 1975, 1976, 1980, 1981, 1987, 1992, 1993, 1994, 1996, 1997, 1999, 2000, 2001, 2002, 2003, 2004, 2005, 2006, 2008, 2009, 2010, 2011, 2012, 2013, 2014, 2015, 2016, 2018, 2019, 2023 | Storbritannien, Irland, Sverige, Holland, Danmark, Estland, Letland, Tyrkiet, Ukraine, Grækenland, Finland, Rusland, Norge, Tyskland, Aserbajdsjan, Danmark, Østrig, Israel |
| 14    | Fransk        | 1956, 1958, 1960, 1961, 1962, 1965, 1969, 1971, 1972, 1973, 1977, 1983, 1986, 1988 | Schweiz, Frankrig, Luxembourg, Monaco, Belgien |
| 3     | Nederlandsk   | 1957, 1959, 1969 | Holland |
| 3     | Hebraisk      | 1978, 1979, 1998 | Israel |
| 3     | Italiensk     | 1964, 1990, 2021 | Italien |
| 2     | Norsk         | 1985, 1995 | Norge |
| 2     | Svensk        | 1984, 1991 | Sverige |
| 2     | Tysk          | 1966, 1982 | Tyskland, Østrig |
| 2     | Spansk        | 1968, 1969 | Spanien |
| 1     | Dansk         | 1963 | Danmark |
| 1     | Serbokroatisk | 1989 | Jugoslavien |
| 1     | Serbisk       | 2007 | Serbien |
| 1     | Portugisisk   | 2017 | Portugal |
| 1     | Ukrainsk      | 2022 | Ukraine |

## Fodnoter
1. ↑  Extract from the rules for the 2007 Eurovision Song Contest. Eurovision.tv. Besøgt den 22. august 2007.
2. ↑  Eurovision 1956. Eurovision.tv. Besøgt den 24. maj 2008.
3. ↑  BBC News (6. december 2005). ABBA's Bjorn says no to reunion. Besøgt den 15. marts 2008.
4. ↑  Billboard.com. Biography – Celine Dion. Besøgt den 15. marts 2008.
5. ↑  Resultatlisten fra 1956 blev aldrig offentliggjort, kun vinderen er kendt.
6. ↑  "Lugano 1956 / Participants – Lys Assia – Refrain" (engelsk). European Broadcasting Union. Arkiveret fra originalen 8. april 2022. Hentet 25. juli 2022.
7. ↑  Fire lande fik lige mange point på førstepladsen i 1969, og siden der ikke var nogle regler for at skille landene fra hinanden med stemmelighed på den tid, blev alle fire udråbt til vindere.
8. ↑  Irland og Frankrig kom på delt andenplads i 1990.
9. ↑  Sverige og Frankrig fik lige mange point i 1991, men Sverige vandt eftersom de havde fået flere høje pointsummer end Frankrig.
10. 1 2 3 4  Siden 2004 har man også arrangeret en semifinale, som bliver sendt direkte. I 2004 var denne holdt onsdagen før finalen, og siden 2005 er den blevet holdt på torsdagen i "Grand Prix-ugen".
11. ↑   I 2008 arrangerede man to semifinaler for første gang, en på tirsdagen og en på torsdagen i ugen før finalen.
12. ↑  Halliday, Josh (2023-05-13). "Sweden wins Eurovision song contest in Liverpool with Loreen". The Guardian (britisk engelsk). ISSN 0261-3077. Hentet 2023-05-13.
13. ↑  "Malmö 2024 / Participants – Nemo – The Code" (engelsk). European Broadcasting Union. Hentet 2024-05-12.
14. ↑  ABBA win 'Eurovision 50th' vote.BBC News (23. oktober 2005). Besøgt den 22. august 2007.
15. ↑  1979, 1980, 1981, 1984, 1988, 1991, 1993, 1998, 2002 og 2003.
16. ↑  Konkurencen i 1982 blev vundet af Vesttyskland (Østtyskland deltog som de øvrige østbloklande ikke i Eurovision Song Contest). Finalen i 2010 var den første. der blev vundet af et samlet Tyskland.
17. 1 2  Denne sang blev delvis sunget på ukrainsk.